# Radacridium
Radacridium is een geslacht van rechtvleugeligen uit de familie Romaleidae. De wetenschappelijke naam van dit geslacht is voor het eerst geldig gepubliceerd in 1984 door Carbonell.

## Soorten
Het geslacht Radacridium omvat de volgende soorten:
- Radacridium adamantinum Carbonell, 1996
- Radacridium mariajoseae Carbonell, 1996
- Radacridium nordestinum Carbonell, 1984